# The Eye (album de King Diamond)
Pour les articles homonymes, voir Eye.
Albums de King Diamond
Conspiracy
(1989) The Spider's Lullabye
(1995)
The Eye est le cinquième album studio de King Diamond sorti le 30 octobre 1990.
L'album marque la fin du contrat avec la maison de disques Roadrunner Records, mais également le départ du premier batteur du groupe Mikkey Dee, remplacé par Snowy Shaw. L'album s'est classé à la 179e position dans les charts américains.

## Album

### Résumé de l'intrigue
L'histoire commence avec un personnage anonyme trouvant un collier appelé « The Eye », qui lui permet de voir les évènements dont le collier a été témoin dans le passé. Il voit une sorcière nommée Jeanne Dibasson accusée de sorcellerie, qui a été torturée et brûlée sur le bûcher. Ensuite, il voit deux petites filles qui trouvent le collier dans les cendres du bûcher de Jeanne Dibasson, et ce qu'il voit quand il regarde dans l’œil, les tue.
Enfin il y a l'histoire de Madeleine Bavent, une nonne travaillant au couvent de Louviers, qui trouve le collier et décide de le porter. Après avoir été violée par le père David, elle utilise le collier pour le tuer en lui faisant regarder dedans. Peu de temps après, le nouvel aumônier, le Père Picard, arrive et commence à amener tout le monde à la communion. Il enroule le lacement de leur vin de communion avec une certaine substance qui lui permet de contrôler leurs esprits, et emploie un groupe de nonnes comprenant Madeleine de manière rituelle pour torturer et tuer des enfants. En 1642, tous sont arrêtés et emprisonnés.

### Personnages
Les personnages de ces histoires ont réellement existé. Les histoires se déroulent pendant l'inquisition française. L'une raconte l'histoire d'une sorcière brûlée vive au milieu du XVe siècle, et l'autre, de la fornication dans un couvent français de 1607 à 1647.
- Jeanne Dibasson: condamnée pour sorcellerie, elle est brûlée vive sur le bûcher.
- Gabriel Nicolas de La Reynie: bourreau de la chambre ardente à Paris, il est le responsable de la condamnation de Jeanne Dibasson.
- Madeleine Bavent: violée à l'âge de quatorze ans par le Père Bontemps, elle rejoint le couvent de Louviers quatre années plus tard à l'âge de dix-huit ans, en 1625. Elle meurt dans une prison de Rouen en 1652.
- Père Pierre David: il est l'aumônier du couvent jusqu'à sa mort en 1628.
- Père Mathurin Le Picard: également aumônier du couvent, de 1628 jusqu'à sa mort en 1642.

## Liste des titres
Toutes les paroles sont écrites par King Diamond.
| No  | Titre                       | Musique                   | Durée |
| --- | --------------------------- | ------------------------- | ----- |
| 1.  | Eye of the Witch            | King Diamond              | 3:47  |
| 2.  | The Trial (Chambre Ardente) | King Diamond              | 5:13  |
| 3.  | Burn                        | King Diamond              | 3:42  |
| 4.  | Two Little Girls            | King Diamond              | 2:41  |
| 5.  | Into the Convent            | Andy LaRocque, Snowy Shaw | 4:47  |
| 6.  | Father Picard               | Pete Blakk                | 3:19  |
| 7.  | Behind These Walls          | King Diamond              | 3:45  |
| 8.  | The Meetings                | Andy LaRocque             | 4:31  |
| 9.  | Insanity (instrumental)     | Andy LaRocque             | 3:00  |
| 10. | 1642 Imprisonment           | Andy LaRocque             | 3:31  |
| 11. | The Curse                   | King Diamond              | 5:42  |

## Composition du groupe
- King Diamond - chants, claviers
- Andy LaRocque - guitare
- Pete Blakk - guitare
- Hal Patino - basse
- Snowy Shaw - batterie
- Roberto Falcao - claviers, ingénieur du son